# 尿刊酸水合酶

尿刊酸

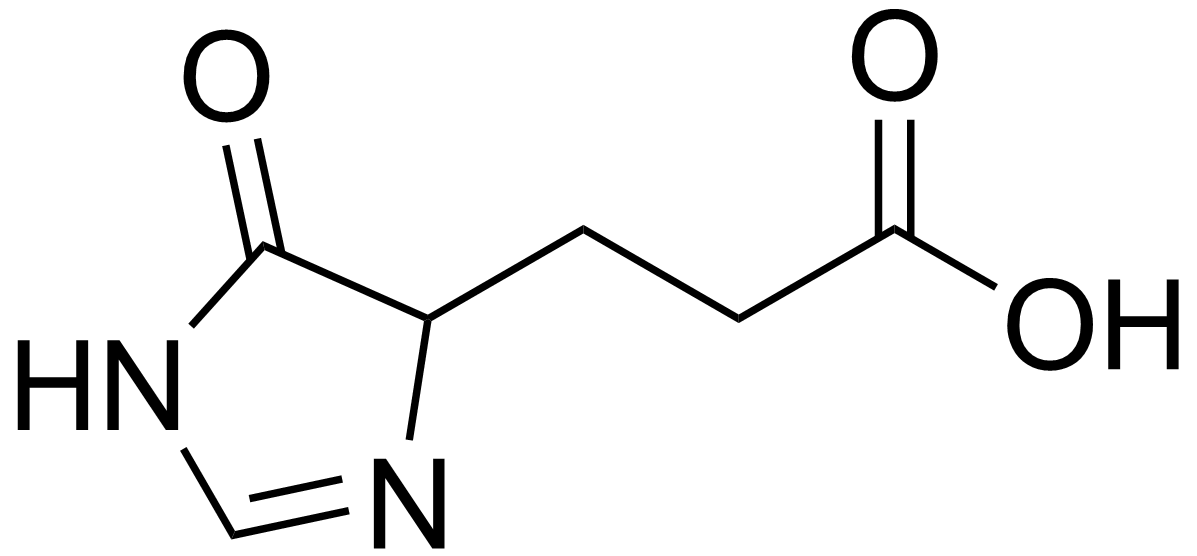
咪唑-4-酮-5-丙酸

尿刊酸水合酶（英語：或 urocanate hydratase以及imidazolonepropionate hydrolase ）化学式为：C3325H5199O972N929S34是催化组氨酸降解代谢中第二步反应的酶，将尿刊酸水合为咪唑-4-酮-5-丙酸。
尿刊酸 + H2O {\displaystyle \rightleftharpoons } 咪唑-4-酮-5-丙酸
尿刊酸水合酶的遗传缺陷会导致尿中尿刊酸水平升高，这种情况称为尿刊酸尿症。
尿刊酸水合酶在一些细菌中也有发现（基因hutU），也出现在许多脊椎动物的肝脏中，在植物白三叶草中也有发现。尿刊酸水合酶是一个大约60Kd的蛋白，与NAD+紧密结合，并将其作为亲电辅因子。其上的一个保守的半胱氨酸残基被发现与NAD+的结合乃至催化机制有关。